# ساویرس بن المقفع
ساویرس بن المقفع (عربی: ساويرس بن المقفع) یا ساویرس الأشمونین (ساویرس الأشمونین) بطریق کلیسای ارتدکس قبطی، و تاریخ‌نگار اهل مصر بود که در سال ۹۷۸ میلادی درگذشت. او بطریق